# Santiago Copello
Santiago Luis Copello (ur. 7 stycznia 1880 w San Isidoro na terenie archidiecezji La Plata, zm. 9 lutego 1967 w Rzymie) – argentyński duchowny katolicki, kardynał, arcybiskup Buenos Aires i prymas Argentyny, wysoki urzędnik kurii rzymskiej.

## Życiorys
Po ukończeniu seminarium duchownego w La Plata podjął studia na Papieskim Uniwersytecie Gregoriańskim w Rzymie i tam otrzymał święcenia kapłańskie 28 października 1902 roku. Po powrocie do kraju w 1903 roku podjął pracę duszpasterską w archidiecezji La Platy. 8 listopada 1918 roku papież Benedykt XV mianował go biskupem tytularnym Aulona i biskupem pomocniczym La Plata, sakrę biskupią przyjął 30 marca 1919 roku w San Isidoro z rąk bp Juan Nepomuceno Terrero y Escalada biskupa La Plata. 15 maja 1928 roku mianowany biskupem pomocniczym Buenos Aires. 20 września 1932 roku podniesiony do godności arcybiskupa metropolity Buenos Aires i 18 grudnia 1932 roku odbył ingres do archikatedry w Buenos Aires. Na konsystorzu 16 grudnia 1935 roku Pius XI wyniósł go do godności kardynalskiej z tytułem prezbitera San Girolamo dei Croati i 29 stycznia 1936 roku nadał tytuł prymasa Argentyny.
Uczestnik trzech konklawe w roku 1939, 1958 i 1963. 25 marca 1959 roku Jan XXIII mianował go Kanclerzem Świętego Kościoła Rzymskiego. 14 grudnia 1959 zmienił tytuł prezbiterialny na San Lorenzo in Damaso. Uczestniczył w obradach soboru watykańskiego II w latach 1962–1965. Był pierwszym kardynałem pochodzącym z Argentyny i Ameryki Łacińskiej. Zmarł 9 lutego 1967 roku w Rzymie, pochowano go w archikatedrze metropolitalnej w Buenos Aires.